# Comunitat Catalana de Mèxic
La Comunitat Catalana de Mèxic fou una organització que aplegava als exiliats catalans de la guerra civil espanyola que s'havien establit a Mèxic des del 1939. Fou una de les que va donar suport més actiu al Consell Nacional de Catalunya a Londres, i la més nombrosa. El seu portaveu era el diari El Poble Català, publicat a Ciutat de Mèxic des del 1941 i fins a 1953, dirigit successivament per Avel·lí Artís, Jaume Miravitlles, Carles Sala i Lluís Aymamí i Baudina. Moltes activitats eren organitzades al local de l'Orfeó Català de Mèxic.

## Dirigents
- President: Josep Tomàs i Piera
- Vicepresidents: Pere Bosch i Gimpera i Miquel A. Marín
- Secretari: Josep Maria Poblet i Guarro
- Tresorer: Artur F. Costa
- Vocals: Salvador Armendares i Torrent, Enric Fernández i Gual, Josep Maria Miquel i Vergés, Lluís Aymamí i Baudina

## Història
El fet de donar suport al Consell Nacional de Catalunya va provocar enfrontaments amb Joan Lluhí i Vallescà, cap d'ERC, i Joan Comorera (PSUC), qui la va combatre violentament i va intentar organitzar Amics de Catalunya (inspirat en els Amics de l'URSS). El desembre de 1944 van ratificar el pacte Galeusca, signat a Buenos Aires el 1941.
Molts dels seus dirigents protestaren enèrgicament quan Carles Pi i Sunyer va dissoldre el Consell Nacional Català en acabar la Segona Guerra Mundial. Van mantenir una relació força tibant tant amb la República Espanyola a l'exili com amb les Delegacions Catalanes creades pel president de la Generalitat de Catalunya a l'exili, Josep Irla i Bosch, des de 1950. Foren força actius en l'organització de la Conferència Nacional Catalana de 1953 i en el Consell Nacional Català.